# We Ride (I See the Future)
"We Ride (I See the Future)" é o primeiro single lançado pela cantora Mary J. Blige do seu álbum de compilação, Reflections (A Retrospective). A música foi lançada nas rádios americanas na primeira semana de Novembro.

## Videoclipe
O videoclipe foi filmado em Nova Iorque no início de Novembro e foi dirigido por Erik Branco. O clipe estreou no dia 9 de Dezembro de 2006 na MTV.

## Desempenho
| Tabelas musicais (2007)                         | Melhor posição |
| ----------------------------------------------- | -------------- |
| África do Sul - South Africa (5 FM Top 40)      | 1              |
| Alemanha - German Singles Chart                 | 69             |
| Estados Unidos - Hot R&B/Hip-Hop Songs          | 20             |
| Estados Unidos - Bubbling Under Hot 100 Singles | 18             |
| Itália - Italia Singles Chart                   | 7              |